# Cử chỉ

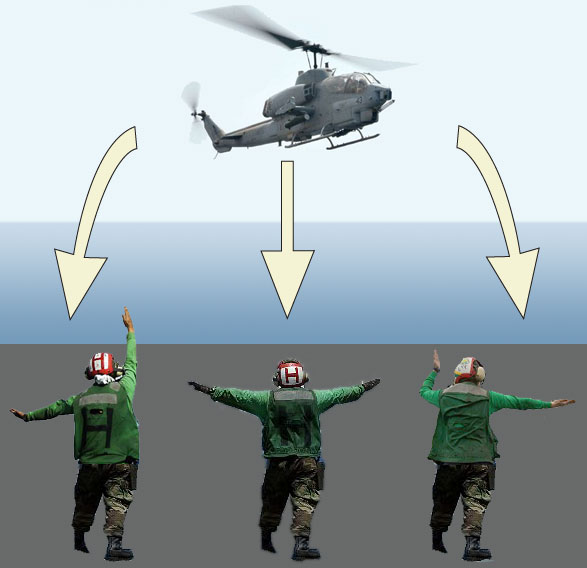
Các nhân viên chỉ đạo không quân quân sự sử dụng cử chỉ tay và cơ thể để chỉ đạo các hoạt động bay trên tàu sân bay.

Cử chỉ là một hình thức giao tiếp phi ngôn ngữ, sử dụng những hành động nhìn thấy được của cơ thể để truyền tải thông điệp. Khác với giao tiếp vật lý không lời, cử chỉ truyền tải thông điệp cụ thể, thay thế hoặc kết hợp với ngôn ngữ nói. Cử chỉ bao gồm chuyển động của bàn tay, khuôn mặt hoặc các bộ phận khác của cơ thể. Cử chỉ cho phép thể hiện nhiều cảm xúc và suy nghĩ, từ khinh thường, thù địch đến tán thành, yêu mến. Cử chỉ thường đi kèm ngôn ngữ cơ thể và lời nói để tạo sự nhấn mạnh và ý nghĩa. Cử chỉ và lời nói hoạt động độc lập, nhưng kết hợp hài hòa để truyền tải thông điệp hiệu quả.
Xử lý cử chỉ diễn ra ở các vùng của não như vùng Broca và Wernicke, được sử dụng bằng giọng nói và ngôn ngữ ký hiệu. Trên thực tế, một số học giả cho rằng ngôn ngữ đã phát triển ở người Homo sapiens từ một hệ thống trước đó bao gồm các cử chỉ bằng tay. Lý thuyết cho rằng ngôn ngữ phát triển từ các cử chỉ bằng tay, gọi là Thuyết cử chỉ, bắt nguồn từ công trình của nhà triết học và linh mục thế kỷ 18 Abbé de Condillac, và đã được nhà nhân loại học đương đại Gordon W. Hewes hồi sinh vào năm 1973, như một phần của cuộc thảo luận về nguồn gốc của ngôn ngữ.